# 니시자와 히로요시
니시자와 히로요시(西澤廣義, 1920년 1월 27일 ~ 1944년 10월 26일)는 일본의 파일럿이다. 니시자와 히로요시는 1920년 나가노에서 태어났다. 고교졸업 후 섬유공장에 취직했지만 항공대에 지원해 조종사가 되었다. 그는 1936년 6월에 을종 비행예과연습생 제7기로 발탁되어 오이타 해군조종사, 오무라 해군항공대 등에서 근무했다. 1942년 2월에 라바울에 배치되어 2월 3일 첫 격추를 기록했다. 그 후 제 4항공대에 배속되어 라바울의 악마라 불리며 100대 이상의 연합군 항공기 격추기록을 남겼다. 그 후 대만 타이난 251 해군항공대로 배속되어 타이난의 까마귀라는 이름으로 용맹을 떨쳤다. 1944년 가미가제 특공대의 인솔을 명령받아 마바라캇트 기지로 운송기를 몰고 가다 연합군의 F6F에게 공격당해 격추되어 사망했다. 최종기록은 120기 내외로 이는 일본해군이 인정한 공식기록이다.